# 1960 no cinema

## Principais filmes produzidos
- À bout de souffle, de Jean-Luc Godard, com Jean-Paul Belmondo e Jean Seberg
- Roberto Carlos em Ritmo de Aventura, de Roberto Farias
- The Apartment, de Billy Wilder, com Jack Lemmon, Shirley MacLaine e Fred MacMurray
- L'avventura, de Michelangelo Antonioni, com Monica Vitti
- Il bell'Antonio, de Mauro Bolognini, com Marcello Mastroianni e Claudia Cardinale
- Bells Are Ringing, de Vincente Minnelli, com Judy Holliday e Dean Martin
- Les bonnes femmes, de Claude Chabrol
- Can-Can, de Walter Lang, com Frank Sinatra, Shirley MacLaine, Maurice Chevalier e Louis Jourdan
- La ciociara, de Vittorio De Sica, com Sophia Loren e Jean-Paul Belmondo
- Classe tous risques, de Claude Sautet, com Lino Ventura e Jean-Paul Belmondo
- The Criminal / Concrete Jungle, de Joseph Losey
- Die 1000 Augen des Dr. Mabuse, de Fritz Lang
- Djävulens öga, de Ingmar Bergman, com Jarl Kulle, Bibi Andersson e Gunnar Björnstrand
- La Dolce Vita, de Federico Fellini, com Marcello Mastroianni, Anita Ekberg e Anouk Aimée
- Elmer Gantry, de Richard Brooks, com Burt Lancaster e Jean Simmons
- The Entertainer (filme), de Tony Richardson, com Laurence Olivier, Joan Plowright, Alan Bates e Albert Finney
- Era notte a Roma, de Roberto Rossellini
- Exodus, de Otto Preminger, com Paul Newman, Eva Marie Saint, Ralph Richardson e Peter Lawford
- From the Terrace, de Mark Robson, com Paul Newman, Joanne Woodward e Myrna Loy
- The Grass Is Greener, de Stanley Donen, com Cary Grant, Deborah Kerr, Robert Mitchum e Jean Simmons
- Home from the Hill, de Vincente Minnelli, com Robert Mitchum, Eleanor Parker e George Peppard
- House of Usher, de Roger Corman, com Vincent Price
- Inherit the Wind (1960), de Stanley Kramer, com Spencer Tracy, Fredric March e Gene Kelly
- Jungfrukällan, de Ingmar Bergman, com Max von Sydow
- Let's Make Love, de George Cukor, com Marilyn Monroe e Yves Montand
- The Magnificent Seven, de John Sturges, com Yul Brynner, Eli Wallach, Steve McQueen, Charles Bronson, Robert Vaughn e James Coburn
- Moderato cantabile, de Peter Brook, com Jeanne Moreau e Jean-Paul Belmondo
- North to Alaska, de Henry Hathaway, com John Wayne e Stewart Granger
- Ocean's Eleven, de Lewis Milestone, com Frank Sinatra, Dean Martin, Sammy Davis Jr., Peter Lawford, Angie Dickinson e Cesar Romero
- Onna ga kaidan wo agaru toki, de Mikio Naruse, com Tatsuya Nakadai
- Paris nous appartient, de Jacques Rivette
- Peeping Tom, de Michael Powell
- Please Don't Eat the Daisies, de Charles Walters, com Doris Day e David Niven
- Pote tin Kyriaki, de Jules Dassin, com Melina Mercouri
- Psycho, de Alfred Hitchcock, com Anthony Perkins e Vera Miles
- Rocco e i suoi fratelli, de Luchino Visconti, com Alain Delon e Annie Girardot
- Saturday Night and Sunday Morning, de Karel Reisz, com Albert Finney
- The Savage Innocents, de Nicholas Ray, com Anthony Quinn e Peter O'Toole
- Seishun zankoku monogatari, de Nagisa Oshima
- Sergeant Rutledge, de John Ford, com Jeffrey Hunter e Constance Towers
- Seven Thieves, de Henry Hathaway, com Edward G. Robinson, Rod Steiger, Joan Collins e Eli Wallach
- Sons and Lovers, de Jack Cardiff, com Trevor Howard, Dean Stockwell e Donald Pleasence
- Spartacus, de Stanley Kubrick, com Kirk Douglas, Laurence Olivier, Jean Simmons, Charles Laughton e Peter Ustinov
- The Sundowners, de Fred Zinnemann, com Deborah Kerr, Robert Mitchum e Peter Ustinov
- Le testament d'Orphée, de Jean Cocteau
- Tirez sur le pianiste, de François Truffaut, com Charles Aznavour
- The Unforgiven, de John Huston, com Burt Lancaster e Audrey Hepburn
- La vérité, de Henri-Georges Clouzot, com Brigitte Bardot e Charles Vanel
- Village of the Damned, de Wolf Rilla, com George Sanders
- Warui yatsu hodo yoku nemuru, de Akira Kurosawa, com Toshirô Mifune
- Wild River, de Elia Kazan, com Montgomery Clift e Lee Remick
- Les yeux sans visage, de Georges Franju, com Pierre Brasseur e Alida Valli
- The Young One / La Joven, de Luis Buñuel
- Zazie dans le métro, de Louis Malle, com Catherine Demongeot e Philippe Noiret
- Zezowate szczescie, de Andrzej Munk

## Nascimentos
| Data            | Nome                  | Profissão                               | Nacionalidade  | Observações | Ref |
| --------------- | --------------------- | --------------------------------------- | -------------- | ----------- | --- |
| 7 de fevereiro  | James Spader          | ator                                    | Estados Unidos |             |     |
| 14 de fevereiro | Meg Tilly             | atriz                                   | Estados Unidos |             |     |
| 18 de fevereiro | Greta Scacchi         | atriz                                   | Reino Unido    |             |     |
| 18 de março     | Chris Couto           | atriz e apresentadora                   | Brasil         |             |     |
| 24 de maio      | Kristin Scott Thomas  | atriz                                   | Reino Unido    |             |     |
| 16 de Junho     | Carlos Takeshi        | ator e dublador                         | Brasil         |             |     |
| 2 de julho      | Terry Rossio          | argumentista e produtor cinematográfico | Estados Unidos |             |     |
| 11 de julho     | Jafar Panahi          | cineasta                                | Irão           |             |     |
| 19 de julho     | Atom Egoyan           | cineasta                                | Egito / Canadá |             |     |
| 1 de agosto     | Felipe Camargo        | ator                                    | Brasil         |             |     |
| 7 de agosto     | David Duchovny        | ator                                    | Estados Unidos |             |     |
| 10 de agosto    | Antonio Banderas      | ator                                    | Espanha        |             |     |
| 14 de agosto    | Sarah Brightman       | cantora e atriz                         | Reino Unido    |             |     |
| 16 de agosto    | Timothy Hutton        | ator                                    | Estados Unidos |             |     |
| 17 de agosto    | Sean Penn             | ator                                    | Estados Unidos |             |     |
| 24 de agosto    | Takashi Miike         | diretor                                 | Japão          |             |     |
| 4 de setembro   | Damon Wayans          | ator e comediante                       | Estados Unidos |             |     |
| 7 de setembro   | Phillip Rhee          | ator                                    | Coreia do Sul  |             |     |
| 9 de setembro   | Hugh Grant            | ator                                    | Reino Unido    |             |     |
| 10 de setembro  | Colin Firth           | ator                                    | Reino Unido    |             |     |
| 12 de setembro  | Robert John Burke     | ator                                    | Estados Unidos |             |     |
| 17 de setembro  | Sean Penn             | ator e diretor                          | Estados Unidos |             |     |
| 12 de outubro   | Hiroyuki Sanada       | ator                                    | Japão          |             |     |
| 14 de Outubro   | Carla Camurati        | atriz e cineasta                        | Brasil         |             |     |
| 14 de outubro   | Marcos Breda          | ator                                    | Brasil         |             |     |
| 18 de outubro   | Jean-Claude Van Damme | ator e lutador de karatê                | Bélgica        |             |     |
| 29 de outubro   | Lídia Brondi          | atriz                                   | Brasil         |             |     |
| 5 de novembro   | Tilda Swinton         | atriz                                   | Reino Unido    |             |     |
| 3 de dezembro   | Daryl Hannah          | atriz                                   | Estados Unidos |             |     |
| 3 de dezembro   | Julianne Moore        | atriz                                   | Estados Unidos |             |     |
| 10 de dezembro  | Kenneth Branagh       | ator                                    | Reino Unido    |             |     |
| 20 de dezembro  | Kim Ki-Duk            | diretor                                 | Coreia do Sul  |             |     |
| 27 de dezembro  | Maryam D'Abo          | atriz                                   | Reino Unido    |             |     |

## Mortes
| Data            | Nome              | Profissão                            | Nacionalidade  | Observações | Ref |
| --------------- | ----------------- | ------------------------------------ | -------------- | ----------- | --- |
| 1 de janeiro    | Margaret Sullavan | atriz                                | Estados Unidos | n. (1909    |     |
| 3 de janeiro    | Victor Sjöström   | cineasta e ator                      | Suécia         | n. 1879     |     |
| 21 de fevereiro | Jacques Becker    | cineasta                             | França         | n. 1906     |     |
| 4 de setembro   | Alfred E. Green   | diretor de cinema                    | Estados Unidos | n. 1889     |     |
| 5 de novembro   | Mack Sennett      | ator, diretor, produtor e roteirista | Estados Unidos | n. 1880     |     |
| 16 de novembro  | Clark Gable       | ator                                 | Estados Unidos | n. 1901     |     |